# Natação nos Jogos Paralímpicos de Verão de 2012 - 200 m medley feminino
As competições de 200 metros medley feminino da natação nos Jogos Paralímpicos de Verão de 2012 foram disputadas entre os dias 30 de agosto e 8 de setembro no Centro Aquático de Londres, na capital britânica. Participaram desse evento atletas de 9 classes diferentes de deficiência.

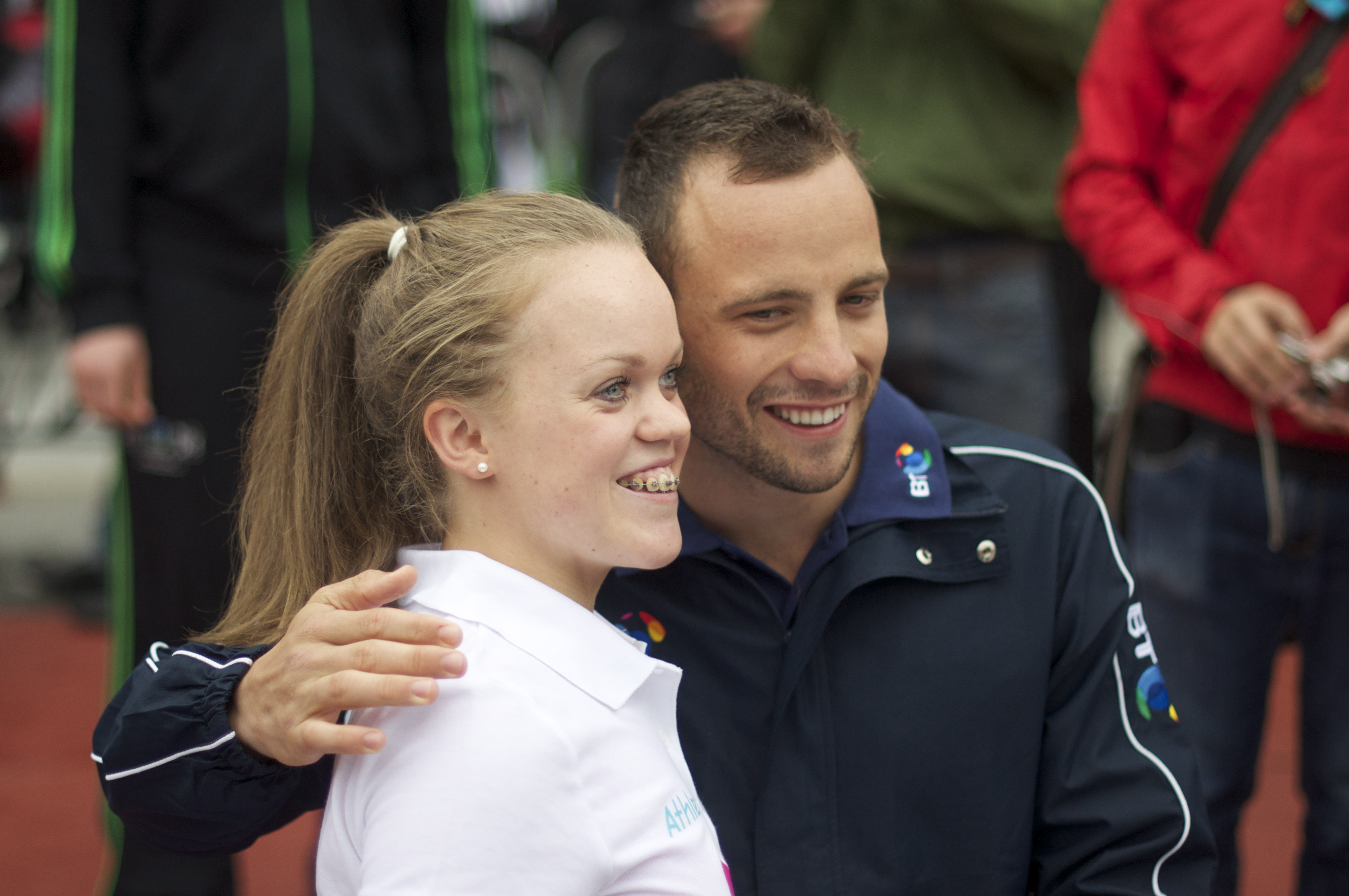
A britânica Eleanor Simmonds ficou com a medalha de ouro nos 200 metros medley SM6.

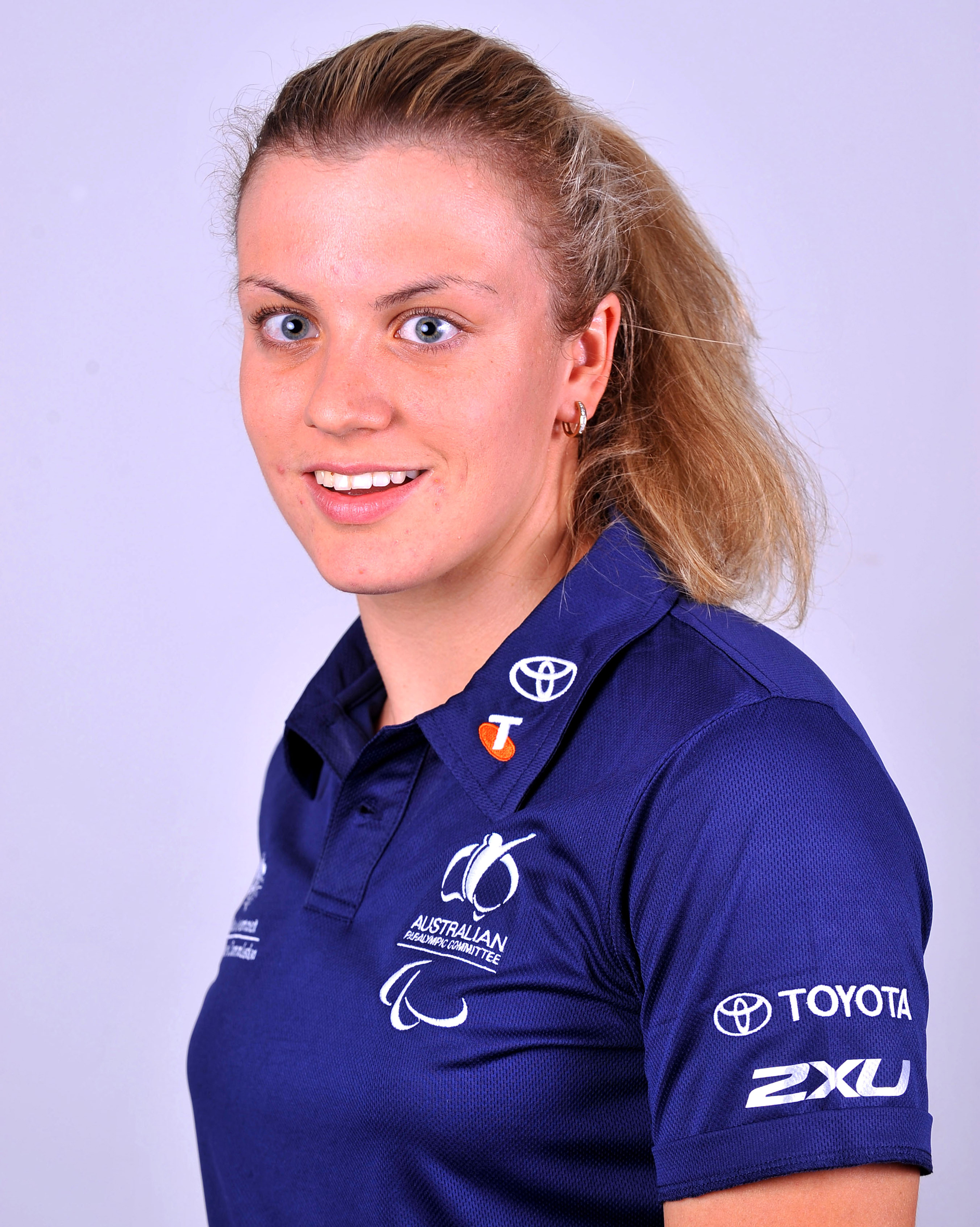
A australiana Jacqueline Freney, competindo na classe SM7, conquistou a medalha de ouro nos 200 metros medley.

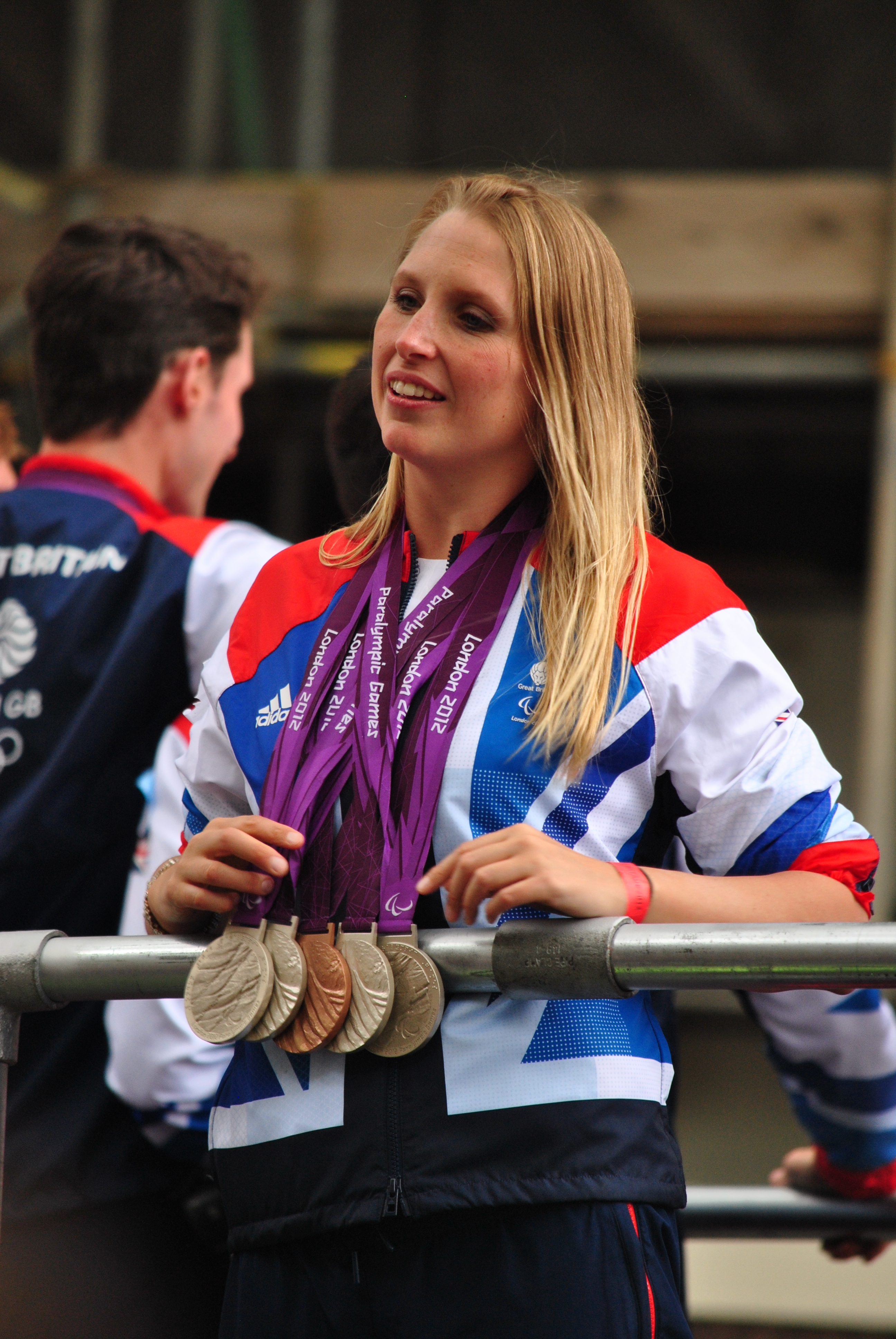
A também britânica Stephanie Millward conquistou a medalha de prata nos 200 metros medley SM9.

## Medalhistas

### Classe SM5
| Ouro   | UKR Nataliia Prologaieva |
| Prata  | NOR Sarah Louise Rung    |
| Bronze | ESP Teresa Perales       |

### Classe SM6
| Ouro   | GBR Eleanor Simmonds |
| Prata  | GER Verena Schott    |
| Bronze | GBR Natalie Jones    |

### Classe SM7
| Ouro   | AUS Jacqueline Freney |
| Prata  | CAN Brianna Nelson    |
| Bronze | CHN Huang Min         |

### Classe SM8
| Ouro   | USA Jessica Long     |
| Prata  | RUS Olesya Vladykina |
| Bronze | CHN Jiang Shengnan   |

### Classe SM9
| Ouro   | RSA Natalie du Toit    |
| Prata  | GBR Stephanie Millward |
| Bronze | GBR Louise Watkin      |

### Classe SM10
| Ouro   | NZL Sophie Pascoe          |
| Prata  | CAN Summer Ashley Mortimer |
| Bronze | CHN Zhang Meng             |

### Classe SM11
| Ouro   | NZL Mary Fisher     |
| Prata  | GER Daniela Schulte |
| Bronze | CAN Amber Thomas    |

### Classe SM12
| Ouro   | RUS Oxana Savchenko |
| Prata  | AZE Natali Pronina  |
| Bronze | RUS Darya Stukalova |

### Classe SM13
| Ouro   | CAN Valerie Grand-Maison |
| Prata  | USA Rebecca Anne Meyers  |
| Bronze | USA Kelley Becherer      |

## SM5

### Eliminatórias

#### Eliminatória 1
| Pos. | Raia | Atleta                   | Tempo   | Notas |
| ---- | ---- | ------------------------ | ------- | ----- |
| 1    | 4    | UKR Nataliia Prologaieva | 3:15.50 | Q     |
| 2    | 5    | CHN Wu Qi                | 3:41.99 | Q     |
| 3    | 6    | BRA Joana Maria Silva    | 4:02.26 | Q     |
| 4    | 3    | ESP Lorena Homar López   | 4:06.39 | Q     |
| 5    | 2    | RUS Natalia Gavrilyuk    | 4:23.58 |       |
| 6    | 7    | ITA Stefania Chiarioni   | 4:53.25 |       |
| —    | 1    | HUN Réka Kézdi           | DSQ     |       |

#### Eliminatória 2
| Pos. | Raia | Atleta                   | Tempo   | Notas |
| ---- | ---- | ------------------------ | ------- | ----- |
| 1    | 4    | NOR Sarah Louise Rung    | 3:19.59 | Q     |
| 2    | 5    | ESP Teresa Perales       | 3:33.84 | Q     |
| 3    | 3    | BLR Natalia Shavel       | 3:43.37 | Q     |
| 4    | 6    | HUN Katalin Engelhardt   | 4:08.97 | Q     |
| 5    | 7    | HUN Diána Zambó          | 4:23.87 |       |
| 6    | 2    | TPE Luo Alice Hsiao Hung | 4:32.59 |       |
| 7    | 1    | COL Naiver Ome Ramos     | 4:52.91 |       |

### Final
| Pos.   | Raia | Atleta                   | Tempo   | Notas              |
| ------ | ---- | ------------------------ | ------- | ------------------ |
| Ouro   | 4    | UKR Nataliia Prologaieva | 3:13.43 | Recorde mundial    |
| Prata  | 5    | NOR Sarah Louise Rung    | 3:15.89 |                    |
| Bronze | 3    | ESP Teresa Perales       | 3:28.58 |                    |
| 4      | 6    | CHN Wu Qi                | 3:38.66 | Recorde asiático   |
| 5      | 2    | BLR Natalia Shavel       | 3:42.27 |                    |
| 6      | 7    | BRA Joana Maria Silva    | 3:59.42 | Recorde da América |
| 7      | 1    | ESP Lorena Homar López   | 4:03.16 |                    |
| 8      | 8    | HUN Katalin Engelhardt   | 4:07.84 |                    |

## SM6

### Eliminatórias

#### Eliminatória 1
| Pos. | Raia | Atleta                   | Tempo   | Notas |
| ---- | ---- | ------------------------ | ------- | ----- |
| 1    | 4    | GER Verena Schott        | 3:16.63 | Q     |
| 2    | 5    | CHN Jiang Fuying         | 3:20.39 | Q     |
| 3    | 3    | RUS Anastasia Diodorova  | 3:26.42 | Q     |
| 4    | 2    | MEX Karina Domingo Bello | 3:34.52 |       |
| 5    | 1    | AUS Sarah Rose           | 3:36.84 |       |
| 6    | 6    | AUS Tanya Huebner        | 3:39.12 |       |
| 7    | 7    | TUR Özlem Baykız         | 3:39.14 |       |
| 8    | 8    | USA Ileana Rodriguez     | 3:51.70 |       |

#### Eliminatória 2
| Pos. | Raia | Atleta                       | Tempo   | Notas |
| ---- | ---- | ---------------------------- | ------- | ----- |
| 1    | 4    | GBR Eleanor Simmonds         | 3:06.97 | Q     |
| 2    | 5    | GBR Natalie Jones            | 3:16.41 | Q     |
| 3    | 3    | UKR Oksana Khrul             | 3:22.13 | Q     |
| 4    | 6    | GBR Elizabeth Johnson        | 3:28.22 | Q     |
| 5    | 2    | MEX Vianney Trejo Delgadillo | 3:32.78 | Q     |
| 6    | 8    | ITA Emanuela Romano          | 3:34.03 |       |
| 7    | 1    | HUN Fanni Illes              | 3:40.66 |       |
| 8    | 7    | ESP Julia Castello Farre     | 3:40.68 |       |

### Final
| Pos.   | Raia | Atleta                       | Tempo   | Notas           |
| ------ | ---- | ---------------------------- | ------- | --------------- |
| Ouro   | 4    | GBR Eleanor Simmonds         | 3:05.39 | Recorde mundial |
| Prata  | 3    | GER Verena Schott            | 3:14.28 |                 |
| Bronze | 5    | GBR Natalie Jones            | 3:14.29 |                 |
| 4      | 2    | UKR Oksana Khrul             | 3:17.10 |                 |
| 5      | 6    | CHN Jiang Fuying             | 3:19.18 |                 |
| 6      | 1    | GBR Elizabeth Johnson        | 3:25.64 |                 |
| 7      | 7    | RUS Anastasia Diodorova      | 3:26.77 |                 |
| 8      | 8    | MEX Vianney Trejo Delgadillo | 3:28.97 |                 |

## SM7

### Eliminatórias

#### Eliminatória 1
| Pos. | Raia | Atleta             | Tempo   | Notas |
| ---- | ---- | ------------------ | ------- | ----- |
| 1    | 5    | CHN Huang Min      | 3:11.44 | Q     |
| 2    | 4    | BRA Susana Ribeiro | 3:12.23 | Q     |
| 3    | 3    | NZL Nikita Howarth | 3:13.77 | Q     |
| 4    | 6    | CHN Tan Xu         | 3:19.76 |       |
| 5    | 2    | HUN Gitta Ráczkó   | 3:42.57 |       |

#### Eliminatória 2
| Pos. | Raia | Atleta                             | Tempo   | Notas |
| ---- | ---- | ---------------------------------- | ------- | ----- |
| 1    | 4    | AUS Jacqueline Freney              | 2:56.00 | Q     |
| 2    | 3    | CAN Brianna Nelson                 | 3:05.88 | Q     |
| 3    | 5    | USA Cortney Jordan                 | 3:13.79 | Q     |
| 4    | 6    | RUS Oxana Guseva                   | 3:15.81 | Q     |
| 5    | 2    | CAN Sarah Mehain                   | 3:16.08 | Q     |
| 6    | 7    | MEX Jessica Sarai Aviles Hernández | 3:51.37 |       |

### Final
| Pos.   | Raia | Atleta                | Tempo   | Notas           |
| ------ | ---- | --------------------- | ------- | --------------- |
| Ouro   | 4    | AUS Jacqueline Freney | 2:54.42 | Recorde mundial |
| Prata  | 5    | CAN Brianna Nelson    | 3:04.60 |                 |
| Bronze | 3    | CHN Huang Min         | 3:07.51 |                 |
| 4      | 7    | USA Cortney Jordan    | 3:08.49 |                 |
| 5      | 6    | BRA Susana Ribeiro    | 3:10.42 |                 |
| 6      | 2    | NZL Nikita Howarth    | 3:10.48 |                 |
| 7      | 8    | CAN Sarah Mehain      | 3:12.06 |                 |
| 8      | 1    | RUS Oxana Guseva      | 3:15.87 |                 |

## SM8

### Eliminatórias

#### Eliminatória 1
| Pos. | Raia | Atleta                   | Tempo   | Notas |
| ---- | ---- | ------------------------ | ------- | ----- |
| 1    | 4    | RUS Olesya Vladykina     | 2:48.69 | Q     |
| 2    | 3    | CHN Lu Weiyuan           | 2:54.45 | Q     |
| 3    | 5    | CHN Jiang Shengnan       | 2:54.52 | Q     |
| 4    | 2    | ITA Immacolata Cerasuolo | 3:05.67 |       |
| 5    | 7    | CAN Camille Berube       | 3:20.68 |       |
| 6    | 6    | GBR Emma Hollis          | 3:28.90 |       |

#### Eliminatória 2
| Pos. | Raia | Atleta                | Tempo   | Notas |
| ---- | ---- | --------------------- | ------- | ----- |
| 1    | 4    | USA Jessica Long      | 2:40.42 | Q     |
| 2    | 6    | GER Stefanie Weinberg | 2:57.49 | Q     |
| 3    | 2    | AUS Maddison Elliott  | 2:59.33 | Q     |
| 4    | 3    | USA Amanda Everlove   | 3:01.31 | Q     |
| 5    | 5    | USA Mallory Weggemann | 3:03.70 | Q     |
| 6    | 7    | DEN Amalie Vinther    | 3:15.24 |       |
| 7    | 1    | GER Julia Kabus       | 3:22.28 |       |

### Final
| Pos.   | Raia | Atleta                | Tempo   | Notas               |
| ------ | ---- | --------------------- | ------- | ------------------- |
| Ouro   | 4    | USA Jessica Long      | 2:37.09 | Recorde paralímpico |
| Prata  | 5    | RUS Olesya Vladykina  | 2:41.79 |                     |
| Bronze | 6    | CHN Jiang Shengnan    | 2:49.47 | Recorde asiático    |
| 4      | 3    | CHN Lu Weiyuan        | 2:52.66 |                     |
| 5      | 2    | GER Stefanie Weinberg | 2:57.20 |                     |
| 6      | 8    | USA Mallory Weggemann | 2:58.44 |                     |
| 7      | 7    | AUS Maddison Elliott  | 2:59.26 |                     |
| 8      | 1    | USA Amanda Everlove   | 3:00.49 |                     |

## SM9

### Eliminatórias

#### Eliminatória 1
| Pos. | Raia | Atleta              | Tempo   | Notas |
| ---- | ---- | ------------------- | ------- | ----- |
| 1    | 4    | GBR Louise Watkin   | 2:39.21 | Q     |
| 2    | 5    | GBR Claire Cashmore | 2:39.75 | Q     |
| 3    | 6    | IRL Ellen Keane     | 2:42.00 | Q     |
| 4    | 3    | AUS Ellie Cole      | 2:44.31 |       |
| 5    | 2    | CAN Katarina Roxon  | 2:51.27 |       |

#### Eliminatória 2
| Pos. | Raia | Atleta                 | Tempo   | Notas |
| ---- | ---- | ---------------------- | ------- | ----- |
| 1    | 4    | RSA Natalie du Toit    | 2:36.92 | Q     |
| 2    | 3    | GBR Stephanie Millward | 2:38.47 | Q     |
| 3    | 2    | USA Anna Johannes      | 2:40.08 | Q     |
| 4    | 5    | ESP Sarai Gascon       | 2:42.49 | Q     |
| 5    | 6    | POL Paulina Woźniak    | 2:44.19 | Q     |
| 6    | 7    | RSA Emily Gray         | 2:54.03 |       |

### Final
| Pos.   | Raia | Atleta                 | Tempo   | Notas |
| ------ | ---- | ---------------------- | ------- | ----- |
| Ouro   | 4    | RSA Natalie du Toit    | 2:34.22 |       |
| Prata  | 5    | GBR Stephanie Millward | 2:36.21 |       |
| Bronze | 3    | GBR Louise Watkin      | 2:37.79 |       |
| 4      | 6    | GBR Claire Cashmore    | 2:38.08 |       |
| 5      | 2    | USA Anna Johannes      | 2:39.16 |       |
| 6      | 1    | ESP Sarai Gascon       | 2:40.15 |       |
| 7      | 7    | IRL Ellen Keane        | 2:42.21 |       |
| 8      | 8    | POL Paulina Woźniak    | 2:44.17 |       |

## SM10

### Eliminatórias

#### Eliminatória 1
| Pos. | Raia | Atleta                              | Tempo   | Notas |
| ---- | ---- | ----------------------------------- | ------- | ----- |
| 1    | 4    | CAN Summer Ashley Mortimer          | 2:34.44 | Q     |
| 2    | 5    | AUS Katherine Downie                | 2:35.21 | Q     |
| 3    | 3    | GBR Harriet Lee                     | 2:38.06 | Q     |
| 4    | 2    | ESP Isabel Yinghua Hernández Santos | 2:45.98 |       |
| 5    | 6    | POL Katarzyna Pawlik                | 2:49.31 |       |

#### Eliminatória 2
| Pos. | Raia | Atleta             | Tempo   | Notas |
| ---- | ---- | ------------------ | ------- | ----- |
| 1    | 4    | NZL Sophie Pascoe  | 2:28.73 | Q     |
| 2    | 2    | CHN Zhang Meng     | 2:34.88 | Q     |
| 3    | 5    | RUS Nina Ryabova   | 2:36.04 | Q     |
| 4    | 3    | GBR Gemma Almond   | 2:41.28 | Q     |
| 5    | 6    | CAN Aurélie Rivard | 2:42.44 | Q     |

### Final
| Pos.   | Raia | Atleta                     | Tempo   | Notas            |
| ------ | ---- | -------------------------- | ------- | ---------------- |
| Ouro   | 4    | NZL Sophie Pascoe          | 2:25.65 | Recorde mundial  |
| Prata  | 5    | CAN Summer Ashley Mortimer | 2:32.08 |                  |
| Bronze | 3    | CHN Zhang Meng             | 2:33.95 | Recorde asiático |
| 4      | 6    | AUS Katherine Downie       | 2:34.64 |                  |
| 5      | 2    | RUS Nina Ryabova           | 2:35.65 |                  |
| 6      | 8    | CAN Aurélie Rivard         | 2:37.70 |                  |
| 7      | 7    | GBR Harriet Lee            | 2:39.42 |                  |
| 8      | 1    | GBR Gemma Almond           | 2:42.16 |                  |

## SM11

### Eliminatórias

#### Eliminatória 1
| Pos. | Raia | Atleta                | Tempo   | Notas |
| ---- | ---- | --------------------- | ------- | ----- |
| 1    | 5    | CAN Amber Thomas      | 2:58.76 | Q     |
| 2    | 4    | ITA Cecilia Camellini | 3:01.73 | Q     |
| 3    | 6    | SWE Maja Reichard     | 3:03.72 | Q     |
| 4    | 3    | JPN Naomi Ikinaga     | 3:15.14 |       |
| 5    | 2    | RSA Renette Bloem     | 3:37.13 |       |

#### Eliminatória 2
| Pos. | Raia | Atleta                | Tempo   | Notas |
| ---- | ---- | --------------------- | ------- | ----- |
| 1    | 4    | CHN Xie Qing          | 3:08.95 | Q     |
| 2    | 3    | FRA Stéphanie Douard  | 3:12.09 | Q     |
| 3    | 6    | USA Letticia Martinez | 3:14.42 |       |
| 4    | 5    | UKR Olga Iakibiuk     | 3:15.53 |       |
| 5    | 7    | JPN Rina Akiyama      | 3:23.63 |       |
| 6    | 2    | RUS Olga Sokolova     | 3:24.81 |       |

#### Eliminatória 3
| Pos. | Raia | Atleta              | Tempo   | Notas |
| ---- | ---- | ------------------- | ------- | ----- |
| 1    | 4    | GER Daniela Schulte | 2:48.86 | Q     |
| 2    | 5    | NZL Mary Fisher     | 2:51.90 | Q     |
| 3    | 6    | UKR Maryna Piddubna | 3:04.93 | Q     |
| 4    | 2    | UKR Yana Berezhna   | 3:13.10 |       |
| 5    | 3    | ARG Nadia Baez      | 3:17.12 |       |
| 6    | 7    | JPN Chikako Ono     | 3:23.34 |       |

### Final
| Pos.   | Raia | Atleta                | Tempo   | Notas           |
| ------ | ---- | --------------------- | ------- | --------------- |
| Ouro   | 5    | NZL Mary Fisher       | 2:46.91 | Recorde mundial |
| Prata  | 4    | GER Daniela Schulte   | 2:49.57 |                 |
| Bronze | 3    | CAN Amber Thomas      | 2:59.00 |                 |
| 4      | 2    | SWE Maja Reichard     | 3:00.08 |                 |
| 5      | 1    | CHN Xie Qing          | 3:00.46 |                 |
| 6      | 6    | ITA Cecilia Camellini | 3:01.86 |                 |
| 7      | 7    | UKR Maryna Piddubna   | 3:06.28 |                 |
| 8      | 8    | FRA Stéphanie Douard  | 3:12.44 |                 |

## SM12

### Eliminatórias

#### Eliminatória 1
| Pos. | Raia | Atleta                 | Tempo   | Notas |
| ---- | ---- | ---------------------- | ------- | ----- |
| 1    | 4    | RUS Darya Stukalova    | 2:39.71 | Q     |
| 2    | 5    | ESP Deborah Font       | 2:40.75 | Q     |
| 3    | 3    | UKR Yaryna Matlo       | 2:42.91 | Q     |
| 4    | 6    | UKR Maryna Shtal       | 2:52.26 |       |
| 5    | 2    | BRA Raquel Viel        | 2:53.95 |       |
| 6    | 7    | CZE Lenka Zahradníková | 3:00.19 |       |
| 7    | 1    | CZE Nicole Fričová     | 3:04.92 |       |

#### Eliminatória 2
| Pos. | Raia | Atleta                                 | Tempo   | Notas |
| ---- | ---- | -------------------------------------- | ------- | ----- |
| 1    | 2    | AZE Natali Pronina                     | 2:36.75 | Q     |
| 2    | 4    | RUS Oxana Savchenko                    | 2:38.13 | Q     |
| 3    | 5    | POL Joanna Mendak                      | 2:39.98 | Q     |
| 4    | 6    | ESP Carla Casals                       | 2:42.48 | Q     |
| 5    | 3    | ESP Amaya Alonso                       | 2:44.63 | Q     |
| 6    | 7    | SVK Karina Petrikovičová               | 3:02.83 |       |
| 7    | 1    | MEX Matilde Estefania Alcazar Figueroa | 3:07.19 |       |

### Final
| Pos.   | Raia | Atleta              | Tempo   | Notas           |
| ------ | ---- | ------------------- | ------- | --------------- |
| Ouro   | 5    | RUS Oxana Savchenko | 2:28.00 | Recorde mundial |
| Prata  | 4    | AZE Natali Pronina  | 2:28.45 |                 |
| Bronze | 3    | RUS Darya Stukalova | 2:28.73 |                 |
| 4      | 6    | POL Joanna Mendak   | 2:35.38 |                 |
| 5      | 8    | ESP Amaya Alonso    | 2:38.78 |                 |
| 6      | 2    | ESP Deborah Font    | 2:39.65 |                 |
| 7      | 1    | UKR Yaryna Matlo    | 2:41.91 |                 |
| 8      | 7    | ESP Carla Casals    | 2:44.09 |                 |

## S13

### Eliminatórias

#### Eliminatória 1
| Pos. | Raia | Atleta                         | Tempo   | Notas |
| ---- | ---- | ------------------------------ | ------- | ----- |
| 1    | 4    | CAN Valerie Grand-Maison       | 2:33.26 | Q     |
| 2    | 5    | GBR Rhiannon Henry             | 2:35.83 | Q     |
| 3    | 3    | AUS Teigan van Roosmalen       | 2:37.21 | Q     |
| 4    | 6    | USA Colleen Young              | 2:41.77 | Q     |
| 5    | 2    | ESP Marta Maria Gómez Battelli | 2:46.90 |       |

#### Eliminatória 2
| Pos. | Raia | Atleta                  | Tempo   | Notas |
| ---- | ---- | ----------------------- | ------- | ----- |
| 1    | 4    | USA Kelley Becherer     | 2:34.00 | Q     |
| 2    | 3    | AUS Prue Watt           | 2:35.45 | Q     |
| 3    | 5    | USA Rebecca Anne Meyers | 2:37.35 | Q     |
| 4    | 6    | UKR Iryna Balashova     | 2:44.03 | Q     |
| 5    | 2    | GER Elena Krawzow       | 2:46.61 |       |
| 6    | 7    | CAN Rhea Schmidt        | 2:47.67 |       |

### Final
| Pos.   | Raia | Atleta                   | Tempo   | Notas           |
| ------ | ---- | ------------------------ | ------- | --------------- |
| Ouro   | 4    | CAN Valerie Grand-Maison | 2:27.64 | Recorde mundial |
| Prata  | 7    | USA Rebecca Anne Meyers  | 2:30.13 |                 |
| Bronze | 5    | USA Kelley Becherer      | 2:30.36 |                 |
| 4      | 6    | GBR Rhiannon Henry       | 2:32.84 |                 |
| 5      | 3    | AUS Prue Watt            | 2:34.77 |                 |
| 6      | 2    | AUS Teigan van Roosmalen | 2:35.61 |                 |
| 7      | 1    | USA Colleen Young        | 2:40.21 |                 |
| 8      | 8    | UKR Iryna Balashova      | 2:41.45 |                 |

Legenda
| Recorde mundial      | Recorde mundial (World record)               |                       | Recorde africano                      | Recorde africano (African) |                                           | Q | Classificado por posição (Qualified) |
| Recorde paralímpico  | Recorde paralímpico (Paralympic record)      | Recorde da América    | Recorde da América (Americas)         | q                          | Classificado por melhor tempo (Qualified) |   |                                      |
| Melhor marca do ano  | Melhor marca do ano (World leading)          | Recorde asiático      | Recorde asiático (Asian)              | DNS                        | Não largou (Did not start)                |   |                                      |
| Recorde nacional     | Recorde nacional (National record)           | Recorde europeu       | Recorde europeu (European)            | DNF                        | Não terminou (Did not finish)             |   |                                      |
| Recorde pessoal      | Recorde pessoal do atleta (Personal best)    | Recorde da Oceania    | Recorde da Oceania (Oceania)          | DSQ / DQ                   | Desclassificado (Disqualified)            |   |                                      |
| Recorde da temporada | Recorde da temporada do atleta (Season best) | Recorde sul-americano | Recorde sul-americano (South America) | NM                         | Sem marca (No mark)                       |   |                                      |